# Еріх Ротгакер
Еріх Ротгакер (нім. Erich Rothacker; 12 березня 1888, Пфорцгайм — 10 серпня 1965, Бонн) — німецький філософ і психолог, один із засновників філософської антропології. З 1924 року — професор Гейдельберзького, з 1928 року — Боннського університету. Продовжив традиції культурної антропології Гумбольдта та Гердера.